# Chiesa di Santa Maria dei Sabbioni
La chiesa della Santissima Annunziata, detta di Santa Maria (o anche Madonna) dei Sabbioni, già oratorio, è un edificio religioso aperto al culto cristiano della Chiesa cattolica sito in via Antonio Oroboni a Rovigo, inglobata dal XIX secolo nel cimitero comunale.
Amministrativamente parte della parrocchia dei Santi Francesco e Giustina, compresa nell'originaria Diocesi di Adria divenuta in seguito di Adria-Rovigo, fu in passato unita al monastero degli Olivetani e alla Chiesa di san Bartolomeo, popolarmente nota come San Bortolo, di Rovigo.

## Storia

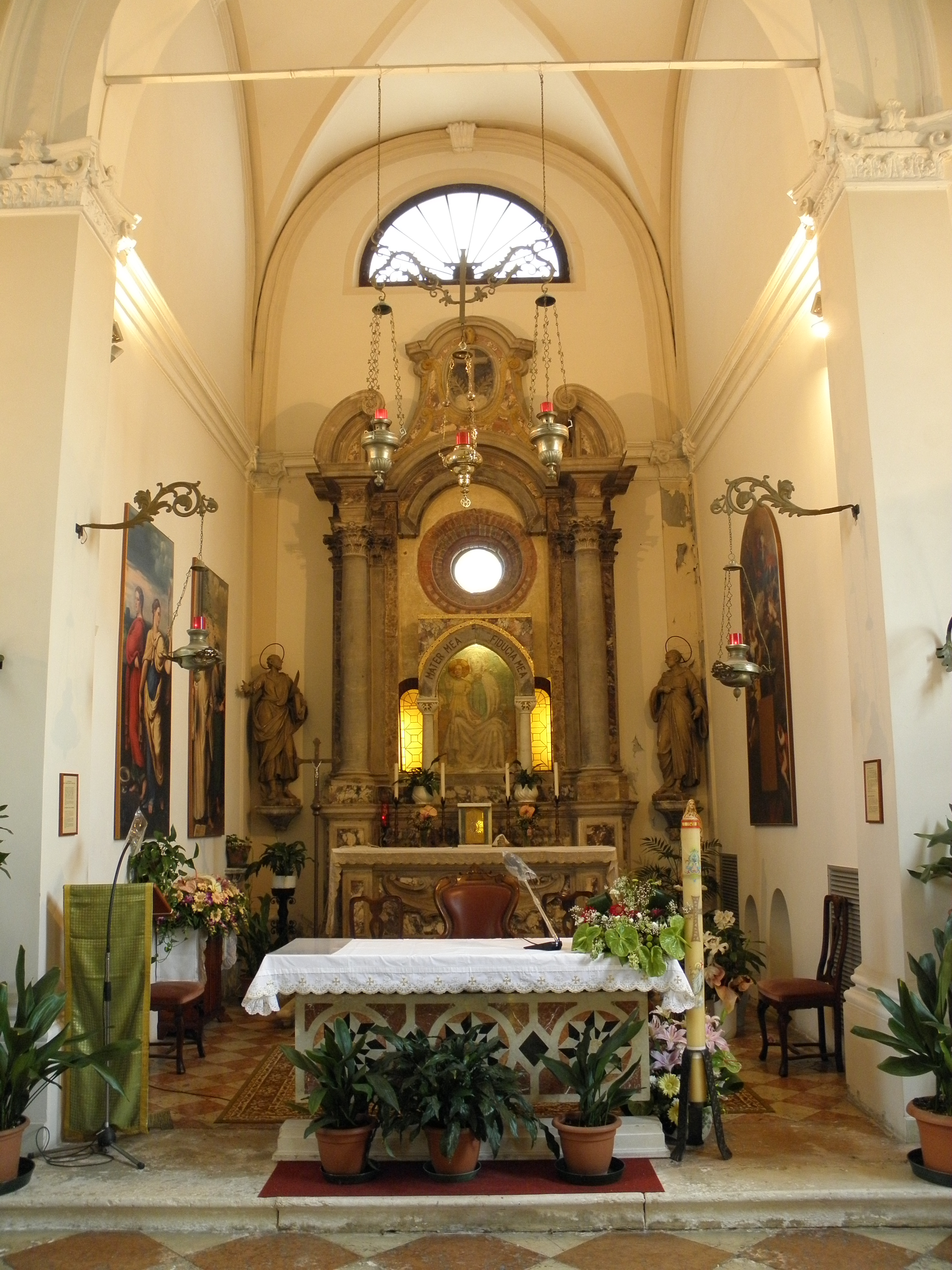
L'altare maggiore

L'aspetto della chiesa con l'originaria facciata in stile romanico con influssi gotici.

Sorta nel luogo dove già esisteva un preesistente oratorio, di cui si trovano tracce in documenti risalenti al XIII e XVI secolo, chiamato Santa Maria dei Sabbioni per la particolare costituzione o composizione del terreno (sabbion = sabbia grossa). L'immagine sacra dell'oratorio, una Madonna col Bambino, venne poi recuperata per costruire un nuovo e più capiente edificio. I documenti redatti dai monaci dell'Abbazia di Pomposa lo citano fin dal 1282 relativo ad un priorato ed una successiva fonte, datata 1317, ne assegna la nomina a Don Azzo Priore.
La struttura viene edificata in stile romanico con influssi gotici tra il 1300 ed il 1430 (se ne trovano fonti certe alla fine del XV secolo) conservando il suo aspetto per oltre 300 anni.
Nel XVI secolo alla chiesa era collegato un edificio affittato a Nicola Giovanni detto Badaloni, di Borgo San Bernardo, adibito ad ospedale.
Nel 1759 si provvide ad aggiungere le due cappelle laterali e, nel 1819 divenne parte del cimitero cittadino che le venne costruito addossato alla parte posteriore.
Un nuovo intervento datato 1885 ne vide modificare l'architettura esterna dotandola di una nuova facciata in stile vagamente neoclassico, pur nella modestia, più solenne della precedente ed integrata nella sobria architettura del cimitero.
Al suo interno è presente uno degli organi progettati e costruiti dall'estense Gaetano Callido.
L'interno fu arricchito nel 1906 da affreschi di soggetto religioso, oggi perduti, del pittore e decoratore Giovanni Biasin.
In facciata Angelo dello scultore Virgilio Milani.